# Paul Vatine
Paul Vatine (El Havre, 20 de julio de 1957 - 21 de octubre de 1999) es un navegante francés.
Hijo de un carpintero, realizó los estudios de comercio y no descubrió las regatas hasta 1980 con la vuelta a Francia a vela.
Se convirtió en un compañero competente, reconocido por los demás, especialmente durante la travesía Quebec-Saint-Malo en 1984, además de los récord del Atlántico, efectuando más de treinta travesías en carrera, de las que ocho fueron en solitario. 
Entre sus mejores posiciones destacan el duodécimo puesto en la ruta del ron (1990), tercero en la Transat Quebec-Saint-Malo (1992), dos primeros puestos y un segundo lugar en la Transat Jacques Vabre, segunda posición en la Transat inglesa y en la carrera de Europa de 1997.
Desapareció en el mar el 21 de noviembre de 1999 mientras participaba en la Transat Jacques Vabre que cubría la ruta entre El Havre y Cartagena de Indias. Su rastro se perdió cerca de las islas Azores.